# Otto Franke
Otto Franke (Gernrode [ma Quedlinburg része], 1863. szeptember 27. – Berlin, 1946. augusztus 5.; kínai neve pinjin hangsúlyjelekkel: Àotuō Fúlángé; magyar népszerű: Ao-to Fu-lan-ko; hagyományos kínai: 奧托·福蘭閣; egyszerűsített kínai: 奥托·福兰阁) német sinológus. A sinológus Wolfgang Franke apja.

## Élete, munkássága
Otto Franke 1888 és 1901 között tolmácsként tevékenykedett Pekingben, Tiencsinben, Sanghajban és Amojban, majd visszatért Németországba. 1910. január 1-én kinevezték a Hamburgi Egyetem (Kolonialinstitut der Freien und Hansestadt Hamburg) Kelet-ázsiai tanszékének vezetőjének. 1923-tól 1931-ig a berlini Friedrich Wilhelm Egyetem kínai professzoraként tevékenykedett. Legjelentősebb sinológiai teljesítménye az öt kötetes kínai történelmi összefoglalója, amely az első ilyen munka volt német nyelven. 1923-ban a Porosz Tudományos Akadémia rendes tagjává választották.
Egyik fia, Wolfgang Franke szintén sinológus lett, másik fia Ernst Otto Franke (1899–1916) 1916. augusztus 2-án esett el az észak franciaországi Martinpuichnál.

## Főbb művei
- Studien zur Geschichte des konfuzianischen Dogmas und der chinesischen Staatsreligion. Verlag Friedrichsen, Hamburg, 1920
- Geschichte des chinesischen Reiches. 5 Bde. Berlin, 1932–1952 (Nachdruck: ISBN 3-11-017034-5)
- Erinnerungen aus zwei Welten : Randglossen zur eigenen Lebensgeschichte. De Gruyter, Berlin, 1954
- "Sagt an, ihr fremden Lande ..." Ostasienreisen. Tagebücher und Fotografien (1888–1901). Herausgegeben von Renata Fu-Sheng Franke und Wolfgang Franke. Institut Monumenta Serica, Sankt Augustin, 2009 (ISBN 978-3-8050-0562-3)